# Switch (album de Golden Earring)
Pour les articles homonymes, voir Switch.
Albums de Golden Earring
Moontan
(1973) To the Hilt
(1976)
Switch, sorti en 1975, est le dixième album du groupe de hard rock néerlandais Golden Earring, « le groupe de rock le plus ancien et le plus couronné de succès que les Pays-Bas aient jamais produit », surnommé les « Hollandais Volants ».

## Liste des morceaux
Tous les morceaux ont été composés par George Kooymans et Barry Hay, sauf Kill Me (Ce Soir), composé par George Kooymans, Barry Hay et J. Fenton.
1. Intro: Plus Minus Absurdio – 3:03
2. Love Is a Rodeo – 3:32
3. The Switch – 5:22
4. Kill Me (Ce Soir) (John Fenton, Hay, Kooymans) – 6:17
5. Tons of Time – 4:16
6. Daddy's Gonna Save My Soul – 4:12
7. Troubles and Hassles – 4:16
8. Lonesome D.J. – 4:36

## Musiciens
- George Kooymans : guitare, chant
- Barry Hay : chant et flûte
- Rinus Gerritsen : guitare basse, claviers
- Cesar Zuiderwijk : batterie
- Robert Jan Stips : claviers

## Musiciens additionnels
- Eelco Gelling : slide guitar
- Bertus Bogers : saxophone

Golden Earring en 1974
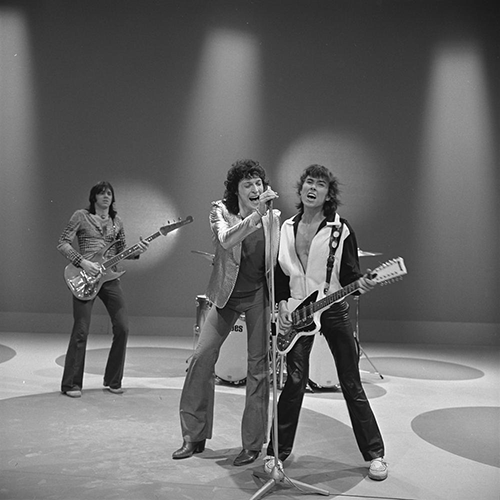
Rinus Gerritsen, Barry Hay et George Kooymans.
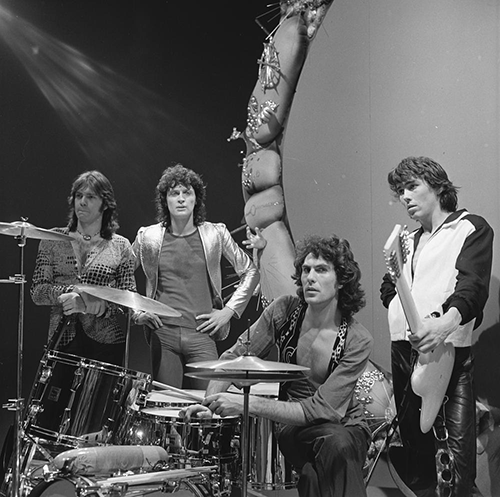
Rinus Gerritsen, Barry Hay, Cesar Zuiderwijk et George Kooymans.